# Daniel Bernoulli
Daniel Bernoulli (Groningen, 8 februari [O.S. 29 januari] 1700 – Bazel, 17 maart 1782) was een Zwitserse wis- en natuurkundige, die de eerste vijf jaar van zijn leven in Groningen doorbracht. Hij is vooral bekend geworden door zijn Wet van Bernoulli.

## Geschiedenis

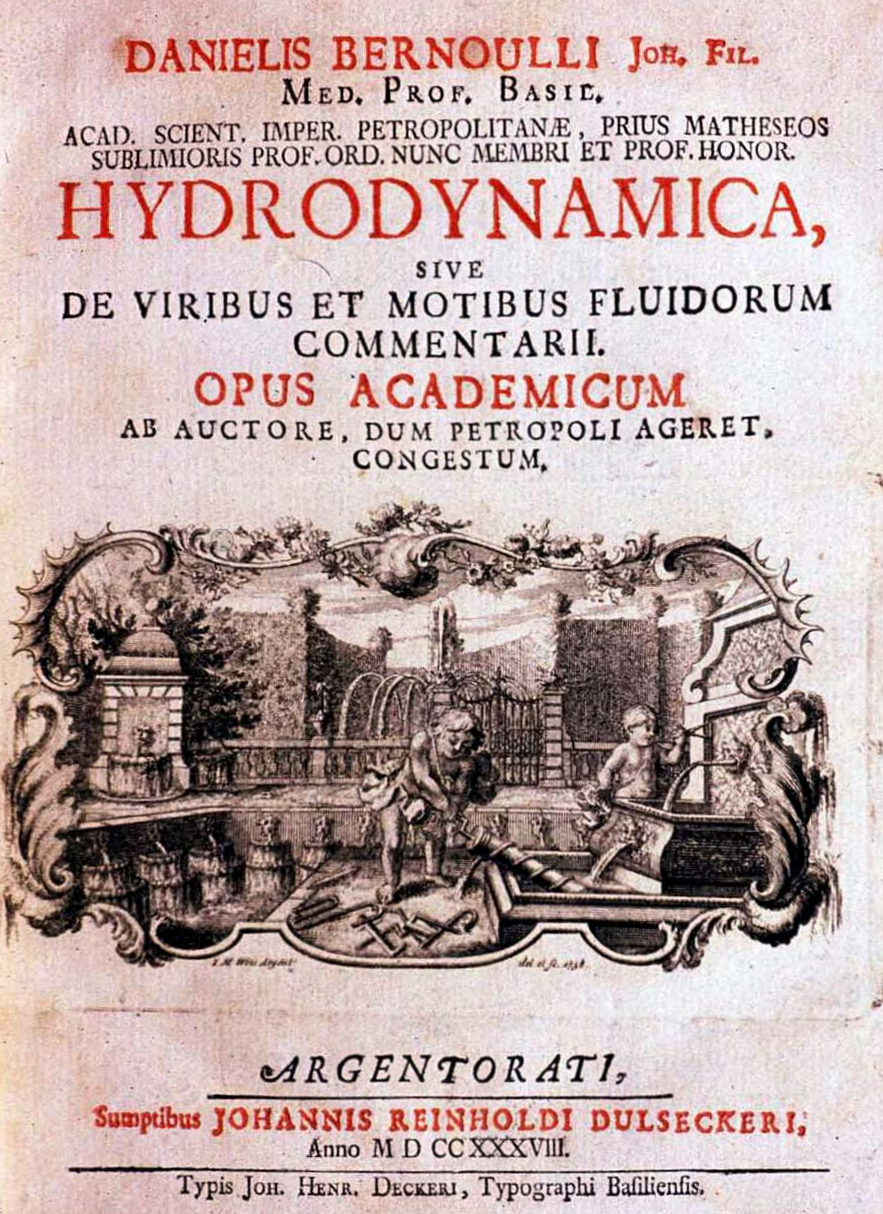
Titelblad van de Hydrodynamica

Daniel Bernoulli werd als zoon van Johann Bernoulli geboren in de stad Groningen, op de locatie aan de Oude Boteringestraat waar in 1992 de centrale vestiging van de Openbare Bibliotheek gehuisvest werd. Hij studeerde geneeskunde en vertrok in 1725 naar de pas opgerichte academie van Sint-Petersburg, waar hij zes jaar zeer nauw samenwerkte met Leonhard Euler.
In 1733 werd hij in Bazel benoemd tot hoogleraar in de anatomie en botanie; in 1750 in de natuurkunde.

## Wiskundig werk
Zijn vroegste wiskundige werk was de Exercitationes (Wiskundige oefeningen), gepubliceerd in 1724 met hulp van Goldbach. Twee jaar later wees hij voor de eerste keer op de mogelijkheid een samengestelde beweging op te delen in de onderliggende translatie- en rotatiebewegingen. Zijn belangrijkste werk is zijn Hydrodynamique (Vloeistofmechanica), dat hij in 1738 publiceerde; het lijkt op Lagranges Méchanique Analytique (Analytische mechanica) in die zin dat het zo is opgebouwd dat alle resultaten het gevolg zijn van een enkel principe, namelijk het behoud van energie. Dit werd gevolgd door een verhandeling over de theorie van de getijden, waaraan samen met verhandelingen door Euler en Colin Maclaurin, een prijs werd toegekend door de Franse Academie van Wetenschappen: deze drie memoires bevatten samen alles wat in het tijdvak van 1690 tot 1770, tussen de publicatie van Isaac Newtons Philosophiae Naturalis Principia Mathematica en de onderzoekingen van Pierre-Simon Laplace, over dit onderwerp is geschreven. Bernoulli schreef ook een groot aantal artikelen over diverse vragen uit de mechanica, speciaal over problemen die waren verbonden met trillende snaren, en de oplossingen die daarvoor door Brook Taylor en Jean Le Rond d'Alembert werden gegeven.

## Natuurkundig werk
Daniel Bernoulli is de vroegste auteur die een kinetische gastheorie probeerde op te stellen. Hij paste deze theorie toe om een verklaring te geven voor de wet van Boyle. Samen met Leonhard Euler werkte hij aan vraagstukken op het gebied van de elasticiteit en de ontwikkeling van de balkvergelijking van Euler-Bernoulli.

## Publicaties
Tot zijn bijdragen aan de wetenschap behoorde onder meer werk in de theoretische mechanica, waarbij hij medegrondlegger was van de hydrodynamica en de hydrauliek. Hij heeft een oplossing geleverd voor de Sint-Petersburgparadox .

## Vernoeming
In Groningen is de studievereniging G.T.D. Bernoulli van de opleiding Scheikundige Technologie naar hem vernoemd. Het gebouw voor Wiskunde en Informatiewetenschappen, op de Zernikecampus, de Bernoulliborg, is naar hem en zijn vader vernoemd.
En het Daniel Bernoulliplein in de Korrewegbuurt te Groningen is naar hem vernoemd.